# Mycetophila solita
Mycetophila solita är en tvåvingeart som beskrevs av Freeman 1951. Mycetophila solita ingår i släktet Mycetophila och familjen svampmyggor. Inga underarter finns listade i Catalogue of Life.